# Dab (danza)

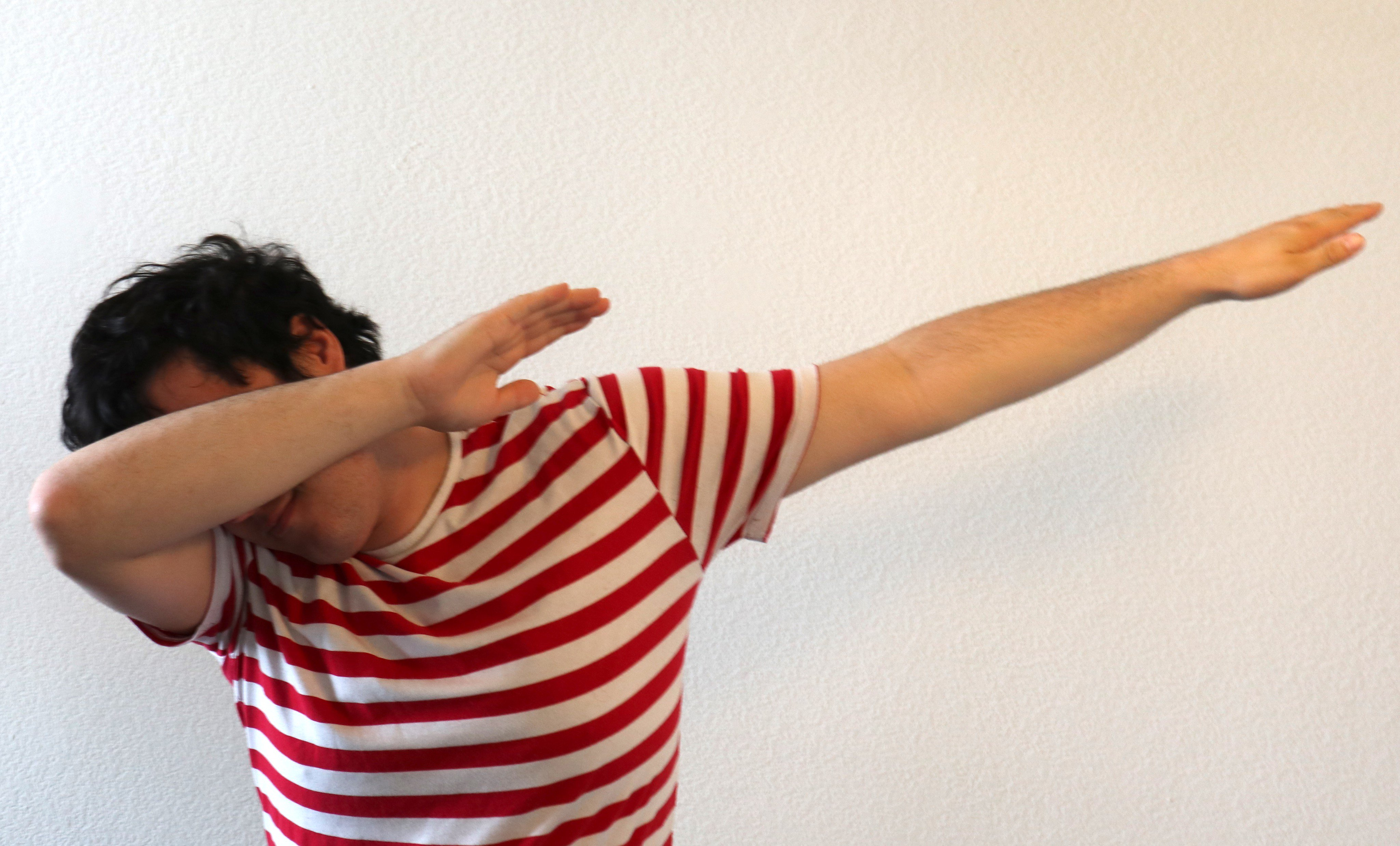
Esempio di "dab"

La dab, chiamata anche dab dance o danza dello starnuto, è una mossa di danza (che non va comunque confusa con la danza della vittoria) che consiste nel mettere la testa china nel braccio destro piegandolo verso la spalla, con il braccio sinistro disteso rivolto verso l'alto in modo obliquo.
Questo passo di danza è diventato famoso attraverso il giocatore di football americano Cam Newton, che l'ha promossa come esultanza a cominciare dal 2015, e nel 2016 si è diffusa anche in Europa grazie al calciatore Paul Pogba, che l'ha usata come festeggiamento per i suoi gol.

## Storia

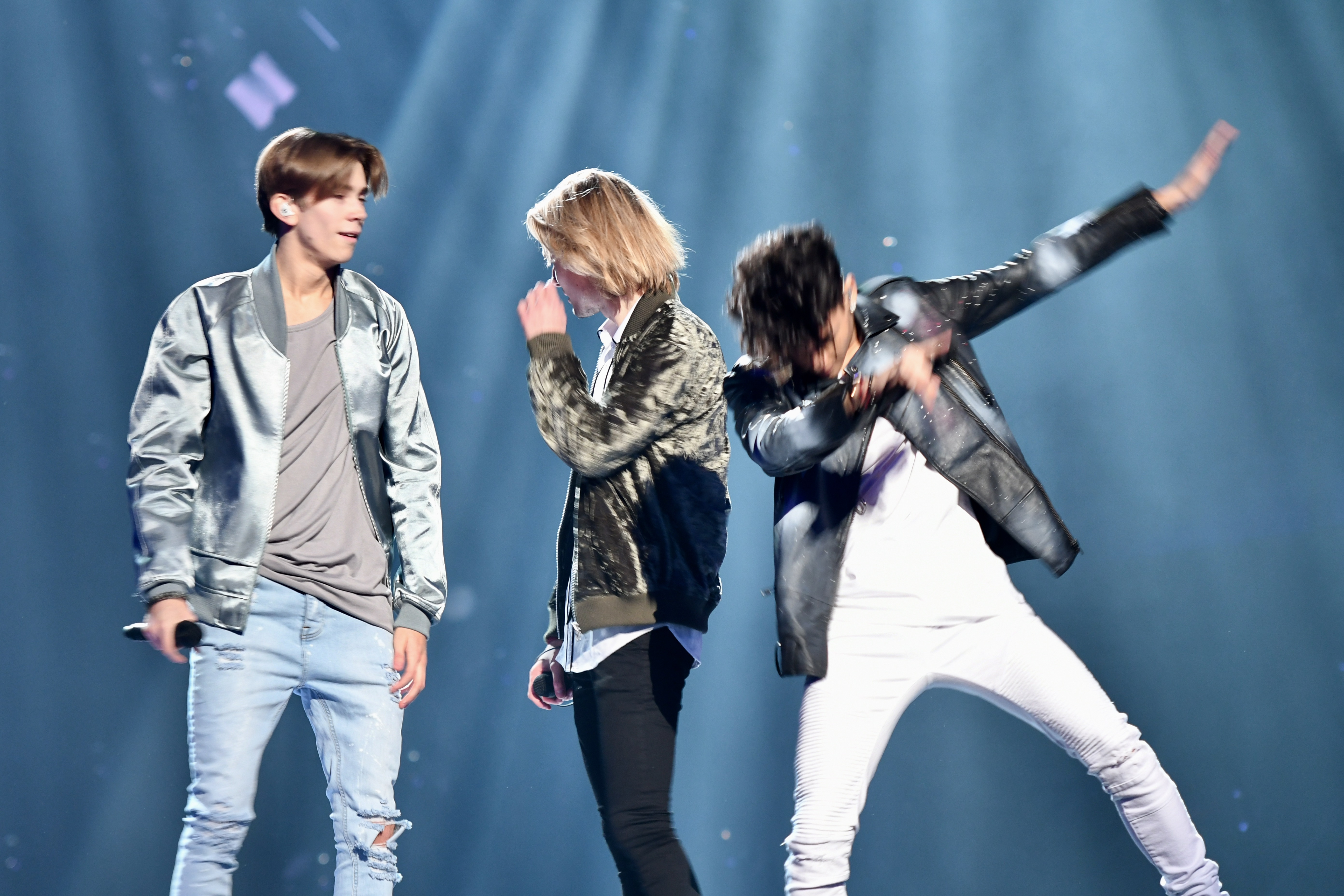
Esempio di Dab a destra, in cui si piega il gomito del braccio destro verso il viso e il sinistro è disteso in alto in modo obliquo

La danza sale alla ribalta mediatica nel 2015 negli sport americani grazie a Cam Newton, quarterback dei Carolina Panthers nella National Football League, durante una partita contro i Tennessee Titans il 15 novembre 2015.
Divenuto fenomeno mondiale soprattutto tra i giovani, è diventata nota in Europa grazie soprattutto al calciatore Paul Pogba che l'ha usata dal 2016 come esultanza dopo i suoi gol.
Le origini sul momento preciso della nascita della danza non sono certe. La danza è comparsa negli USA ad Atlanta nella scena e cultura hip hop della città. La sua prima grande diffusione virale la si è avuta con i Migos (trio hip hop), dove, nel videoclip della loro canzone Look at My Dab, compare questa mossa. Altri rapper della scena come Bow Wow sostengono invece che la dab sia derivata da un modo di fumare la marijuana.
Secondo altre fonti potrebbe ricollegarsi al cantante indiano Daler Mehndi ed al folclore indiano in generale. Infatti nel video musicale della canzone "Tunak Tunak Tun" del 1998 divenuta virale su Youtube, si può vedere lo stesso Daler ballare passi molto simili alla Dab.
La rivista Les Inrockuptibles ha inserito il gesto tra i più importanti dell’anno 2016.
Le origini della mossa di danza possono essere fatte risalire anche a 20 anni prima del raggiungimento della ribalta mediatica, infatti viene utilizzata dalla ginnasta rumena Daniela Silivas, come passo conclusivo della sua prestazione al corpo libero, esibizione che le è valsa la medaglia d'oro ai Giochi Olimpici di Seul 1988.